# OUGホールディングス
OUGホールディングスは、大阪市中央卸売市場・大阪府中央卸売市場などで水産物卸売業を営む「株式会社うおいち」や食品商社の「ショクリュー」などを傘下に置く純粋持株会社。

## 沿革
- 1931年（昭和6年）11月 - 大阪市中央卸売市場が開設される。
- 1944年（昭和19年）6月 - 大阪魚類統制株式会社創立。
- 1946年（昭和21年）6月 - 株式会社大魚組を設立。
- 1947年（昭和22年）8月 - 株式会社大魚組を大阪魚株式会社に社名変更。
- 1948年（昭和23年）3月 - 大阪魚市場株式会社に社名変更。
- 1961年（昭和36年）10月 - 大阪証券取引所市場第二部上場。
- 1991年（平成3年）3月 - 大阪証券取引所市場第一部上場。
- 2006年（平成18年）10月 - 会社分割により持株会社体制へ移行。大阪魚市場株式会社は、商号をOUGホールディングス株式会社に変更した。荷受事業は分割新設した完全子会社である旧大阪魚市場株式会社が承継した。
- 2007年（平成19年）10月 - 
  - 完全子会社の旧大阪魚市場株式会社が、和歌山魚類株式会社、滋賀県魚市場株式会社を吸収合併し、株式会社うおいちに商号変更した。
  - OUGホールディングスは、TOB（株式公開買付け）により子会社の大栄太源株式会社を完全子会社化した。
- 2008年（平成20年）4月 - 大栄太源株式会社（現在の東京証券取引所スタンダード市場に上場していた）は、株式会社スイチョク、やまは食品株式会社を吸収合併し、商号を株式会社ショクリューに変更した。
- 2013年（平成25年）7月 - 東京証券取引所と大阪証券取引所の現物株市場統合に伴い、東京証券取引所市場第一部上場となる。
- 2022年（令和4年）4月 - 東京証券取引所の市場区分の見直しにより、東京証券取引所の市場第一部からスタンダード市場に移行した。

## 主な関係会社
- 株式会社うおいち - 大阪市中央卸売市場本場・東部市場、大阪府中央卸売市場、和歌山市中央卸売市場、大津市公設地方卸売市場における生鮮水産物冷凍水産物、水産加工品などの卸売
- 株式会社ショクリュー - 生鮮食品、加工食品などの食品全般の専門商社
- 株式会社兵殖 - ハマチ・ブリ・マグロなどの養殖、販売
- 関空トレーディング株式会社 - サーモンなどの鮮魚・冷凍魚の加工、販売
- ダイワサミット株式会社 - 弁当、寿司、おにぎり等の加工、販売
- 株式会社トウニチ水産 - 主に量販店・外食向けの野菜の加工、販売
- 舞洲流通センター株式会社 - 大阪港の舞洲食品流通センターを拠点とした商品の倉庫・配送等

## 経営理念
「水産物をコアとし、お客様に価値ある商品とサービスを提供することにより、食文化の発展に貢献します。」

## 経営ビジョン
「新しい水産物流通サービス業を創造することによって企業価値を最大化します。」